# New Orleans Bowl 2019
Match précédent Match suivant
Le New Orleans Bowl 2019 est un match de football américain de niveau universitaire joué après la saison régulière de 2019, le 21 décembre 2019 au Mercedes-Benz Superdome de La Nouvelle-Orléans dans l'État de la Louisiane aux États-Unis.
Il s'agit de la 19e édition du New Orleans Bowl.
Le match met en présence l'équipe des Mountaineers d'Appalachian State issue de la Sun Belt Conference et l'équipe des Blazers de l'UAB issue de la Conference USA.
Il débute à 20 heures locales et est retransmis à la télévision par ESPN.
Sponsorisé par la société Wyndham Hotels & Resorts, le match est officiellement dénommé le Wyndham New Orleans Bowl 2019.
Appalachian State gagne le match sur le score de 31 à 17.

## Présentation du match
Il s'agit de la première rencontre entre ces deux équipes
| Équipes                                                                                          | Conférences | Entraîneurs                          | Stats. saison rég. | Classements avant le bowl | Classements avant le bowl | Classements avant le bowl |
| ------------------------------------------------------------------------------------------------ | ----------- | ------------------------------------ | ------------------ | ------------------------- | ------------------------- | ------------------------- |
| Équipes                                                                                          | Conférences | Entraîneurs                          | Stats. saison rég. | CFP                       | AP                        | Coaches                   |
| Appalachian State                                                                                | Sun Belt    | Shawn Clark (en)                     | 12 - 1             | #20                       | #20                       | #20                       |
| UAB                                                                                              | C-USA       | Bill Clark (football américain) (en) | 9 - 4              | NC                        | NC                        | NC                        |
| Arbitre : Ron Hudson (MAC) Équipe donnée favorite par les bookmakers : Appalachian State par 16½ |             |                                      |                    |                           |                           |                           |

### Mountaineers d'Appalachian State
Avec un bilan global en saison régulière de 11 victoires et 1 défaites (6-1 en matchs de conférence), Appalachian State est éligible et accepte l'invitation pour participer au New Orleans Bowl de 2019.
Ils terminent 1er de la East Division de la Sun Belt Conference et remportent la finale de conférence 45 à 38 contre les Ragin' Cajuns de Louisiana.
À l'issue de la saison 2019 (bowl non compris), ils seront classés #20 aux classements CFP, AP et Coaches.

Il s'agit de leur 2e participation au New Orleans Bowl :
| Date             | Saison | Vainqueur                | Score | Finaliste              | Résultat  |
| ---------------- | ------ | ------------------------ | ----- | ---------------------- | --------- |
| 15 décembre 2018 | 2018   | Appalachian State (10-2) | 15-13 | Middle Tennessee (8-5) | V : 1 - 0 |

| Postes      | Joueurs                          | Statistiques                                                      |
| ----------- | -------------------------------- | ----------------------------------------------------------------- |
| Quarterback | Z. Thomas                        | 212/335 passes réussies pour 2 576 yards, 26 TDs, 6 interceptions |
| Coureur     | D. Evans236 CAR, 1323 YDS, 17 TD | 236courses pour 1 223 yards nets gagnés et 17 TDs                 |
| Receveur    | T. Hennigan                      | 58 réceptions pour 723 yards et 4 TDs                             |

### Blazers de l'UAB
Avec un bilan global en saison régulière de 9 victoires et 3 défaites (6-1 en matchs de conférence), UAB est éligible et accepte l'invitation pour participer au New Orleans Bowl de 2019.
Ils terminent 1er de la West Division de la Conference USA et perdent la finale de conférence 49 à 6 contre les Owls de Florida Atlantic. À l'issue de la saison 2019, ils n'apparaissent pas dans les classements CFP, AP et Coaches.
Il s'agit de leur première apparition au New Orleans Bowl.
| Postes      | Joueurs         | Statistiques                                                       |
| ----------- | --------------- | ------------------------------------------------------------------ |
| Quarterback | T. Johnston III | 125/215 passes réussies pour 1 952 yards, 15 TDs, 14 interceptions |
| Coureur     | S. Brown        | 136 courses pour 527 yards nets gagnés et 5 TDs                    |
| Receveur    | A. Watkins      | 47 réceptions pour 933 yards et 5 TDs                              |

## Résumé du match
Résumé, vidéo et photos sur la page du site francophone The Blue Pennant.
Début du match à 20 h 10, fin à 23 h 33 pour une durée totale de jeu de 3 h 23 min.
Températures de 20 °C, joué en indoors.
| QT            | Temps         | Drive         | Drive         | Drive         | Équipe        | Description de l'action | Score | Score |
| ------------- | ------------- | ------------- | ------------- | ------------- | ------------- | --- | ----- | ----- |
| QT            | Temps         | Jeux          | Yards         | TDP           | Équipe        | Description de l'action | APP   | UAB   |
| 1             | 13:46         | 4             | 75            | 01:14         | UAB           | TD de 25 yards par TE Hayden Pittman à la suite d'une réception de passe de QB Tyler Johnston III + 1 point de conversion par K Nick Vogel     | 0     | 7     |
| 1             | 10:28         |               |               |               | UAB           | TD de 25 yards par WR Austin Watkins Jr. à la suite d'une réception de passe de QB Tyler Johnston III + 1 point de conversion par K Nick Vogel | 0     | 14    |
| 2             | 14:11         | 7             | 58            | 03:21         | APP           | FG de 34 yards par K Chandler Staton | 3     | 14    |
| 2             | 07:59         | 7             | 81            | 04:24         | APP           | TD de 17 yards par WR Thomas Hennigan à la suite d'une réception de passe de QB Zac Thomas + 1 point de conversion par K Chandler Staton       | 10    | 14    |
| 3             | 12:14         | 7             | 75            | 02:46         | APP           | TD à la suite d'une course de 31 yards par TE Darrynton Evans + 1 point de conversion par K Chandler Staton                                    | 17    | 14    |
| 3             | 08:19         | 7             | 44            | 03:55         | UAB           | FG de 49 yards par K Nick Vogel | 17    | 17    |
| 3             | 06:16         | -             | -             | -             | APP           | TD à la suite d'un fumble adverse retourné sur 24 yards par LB Trey Cobb 24 yard + 1 point de conversion par K Chandler Staton                 | 24    | 17    |
| 3             | 00:44         | 9             | 85            | 03:56         | APP           | TD de 27 yards par WR Thomas Hennigan à la suite d'une réception de passe de QB Zac Thomas + 1 point de conversion par K Chandler Staton       | 31    | 17    |
| Score final : | Score final : | Score final : | Score final : | Score final : | Score final : | Score final : | 31    | 17    |

## Statistiques
| Nom             | Poste | Équipe            |
| --------------- | ----- | ----------------- |
| Darrynton Evans | RB    | Appalachian State |

| Statistiques                           | Mountaineers d'Appalachian State                   | Blazers de l'UAB                                  |
| -------------------------------------- | -------------------------------------------------- | ------------------------------------------------- |
| 1er down                               | 20                                                 | 20                                                |
| 1er down à la course                   | 9                                                  | 5                                                 |
| 1er down à la passe                    | 6                                                  | 13                                                |
| 1er down suite pénalité                | 5                                                  | 2                                                 |
| Conversion de 3e down                  | 3/14                                               | 3/14                                              |
| Conversion de 4e down                  | 2/2                                                | 2/3                                               |
| Jeux–yards                             | 65 jeux pour 403 yards                             | 67x jeux pour 338 yards                           |
| Yards à la course                      | 40 courses pour 261 yards (moy.= 6.5 yards/course) | 33 courses pour 40 yards (moy.= 1.2 yards/course) |
| Yards à la passe                       | 142                                                | 298                                               |
| Passes : Réussies-Tentées-Interceptées | 13/25 passes complétées, 0 interception            | 22:34 passes complétées, 1 interception           |
| Réussite en zone rouge/chances         | 2/2                                                | 1/1                                               |
| TD                                     | 4                                                  | 2                                                 |
| Field Goals                            | 1/1                                                | 1/1                                               |
| Sacks (Nombre-Yards)                   | 6 pour 34 yards adverses perdus                    | 1 pour 1 yard adverse perdu                       |
| Fumbles (Nombre/Perdus)                | 1/0                                                | 2/2                                               |
| Pénalités (Nombre/Yards perdus)        | 11 pour 130 yards perdus                           | 8 pour 76 yards perdus                            |
| Temps de possession                    | 32:57                                              | 27:03                                             |

| Mountaineers d'Appalachian State |                     |                                                                                                  |
| Quarterback                      | Thomas Zac          | 13/24 passes complétées, 142 yards, 0 interception, 2 TD, 1 sack subi, évaluation QB de 131,4    |
| Meilleur coureur                 | Evans Darrynton     | 19 courses pour 161 yards nets gagnés, 1 TD, moyenne de 8.5 yards/course                         |
| Meilleur receveur                | Virgil Jalen        | 3 réceptions pour 62 yards gagnés, 0 TD                                                          |
| Meilleur tackler                 | Fehr Jordan         | 11 tacles dont 10 en solo                                                                        |
| Blazers de l'UAB                 |                     |                                                                                                  |
| Quarterback                      | Johnston III, Tyler | 22/34 passes complétées, 298 yards, 1 interception, 2 TDs, 5 sacks subis, évaluation QB de 151,9 |
| Meilleur coureur                 | Brown Spencer       | 14 courses pour 39 yards nets gagnés, 0 TD, moyenne de 2.8 yards/course                          |
| Meilleur receveur                | Watkins Austin      | 10 réceptions pour 159 yards gagnés, 1 TD                                                        |
| Meilleur tackler                 | Moll Kristopher     | 8 tacles dont 7 en solo                                                                          |